# Parc de la Cerisaie

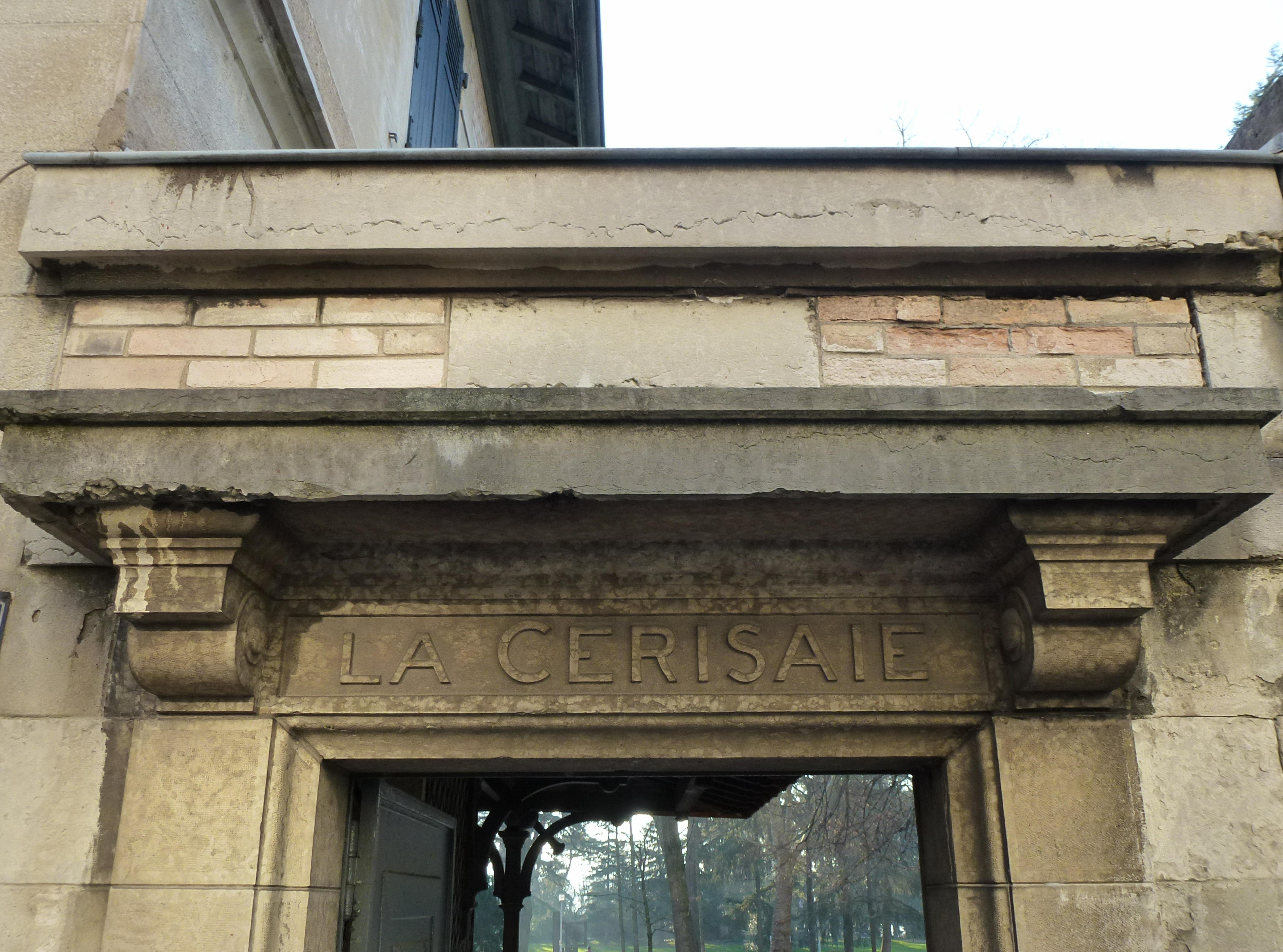
Ingang van het park aan de rue Chazière

Het Parc de la Cerisaie is een park van 4,5 ha in de stad Lyon in Frankrijk. De naam is afkomstig van een boomgaard van kersenbomen (Frans: cérisiers) in de 19e eeuw. Het strekt zich uit van de kade van de Saône tot de rue Chazière.

## Historiek
In de 19e eeuw kocht de familie Gillet dit domein, dat op een heuvel gelegen is. Hier bouwden zij de villa Gillet zodat zij een zicht konden hebben op de lager gelegen fabriek die zij bezaten. De familie Gillet maakte fortuin door zijde te kleuren (19e eeuw) en later door chemische industrie en het bankwezen (20e eeuw). In 1913 lieten zij de tuin van de villa aanleggen als park en ommuurden het park. 
In 1976 verwierf de stad Lyon het domein: de villa Gillet werd een cultureel centrum en het park een stadspark. Beide zijn erkend als monument historique van Frankrijk.